# П'ята терапія (фільм)
«П'ята терапія» іноді згадується як «5 терапія» — фільм-реконструкція життя колишнього одеського наркомана та злочинця Стаса Домбровського, знятий російською режисеркою Алісою Павловською. Сюжет фільму заснований на серії автобіографічних Facebook-постів Стаса Домбровського.
Фільм вийшов в обмежений український прокат 19 квітня 2018 року.

## Виробництво
Автором ідеї фільму і виконавцем головної ролі став Стас Домбровський — одеський поет, журналіст, актор і громадський діяч. У фільмі він грав самого себе.

### Кошторис
Точних даних щодо кошторису фільму немає. За словами виробників стрічки, загальний кошторис склав ₴30 тис., хоча продюсер стрічки Валерій Калмиков у одному з інтерв'ю стверджував, що кошторис фільму склав $8 тис. Певну кількість грошей режисерка стрічки отримала спільнокоштом на краудфандинговій платформі indigogo.
Варто зазначити, що у березні 2016 року виробники стрічки подавалися на 8-ий пітчінг Держкіно і тоді кошторис фільму заявлявся у розмірі 3 мільйонів гривень. У кінцевому результаті стрічка не змогла набрати достатньої кількості балів (отримала 35,8 з необхідних 37) і врешті не отримала державного фінансування.

### Знімальна група
Стрічку зняла російська режисерка Аліса Павловська, відома нестандартним підходом до зйомок фільмів: вона використовує мало гриму, що на її думку робить фільм більш реалістичним. «5 терапія» — це не перший фільм режисерки знятий у цьому форматі: у 2013 році вона зняла фільм «Не хочу помирати» у цій же стилістиці, хоча ця попередня робота й отримала негативні відгуки від українських кінокритиків після прем'єра на ОМКФ-2013. Павловська вважає, що зняті нею фільми є незалежими оскільки кошторис фільмів знімальна група знаходить самостійно.

### У ролях
- Стас Домбровський — грає сам-себе
- Віктор Бревіс
- Юрій Дяченко
- Аліна Путішіна
- Соня Кулагіна
- Олена Дашевська

## Сюжет
У 17 років Стас дізнався, що у нього ВІЛ і він починає ще більше вживати наркотики. Він опустився на саме дно, порушуючи закон, опинився у в'язниці, маючи відразу декілька важких захворювань (ВІЛ, гепатит і туберкульоз). Стаса перевели в лікарню. Там його розмістили у палату, що називається «п'ята терапія», відому тим, що туди розміщали найважчих пацієнтів. Незабаром його звільнили з місця позбавлення волі, за станом здоров'я, на півтора року раніше терміну.
Домбровський знаходить новий сенс життя допомагаючи іншим. Він зрозумів що більше всього на світі він хоче просто жити. Поступово він починає нове життя, і допомагає дівчині, яку любить, вийти з наркотичної залежності.

## Реліз
Вперше робочу незакінчену версію стрічки представили у липні 2016 року на VII ОМКФ. У лютом 2017 року стрічку представили міжнародним кінопрокатникам в рамках позаконкурсної бізнес панелі Берлінале європейського кінорику-2017. Згодом 19 липня 2017 готову версію стрічки вперше представили на VIII ОМКФ в позаконкурсному показі.
Міжнародним фестивальним прокатом стрічки займається російська прокатна компанія «Ant!pode Sales & Distribution», що розташована у Москві. Саме «Ant!pode Sales» організували показ «П'ятої терапії» 27 жовтня 2017 року у програмі «Спектр» німецького Міжнародного кінофестиваля у Коттбусі та 18 листопада 2017 року у конкурсній програмі аргентинського Міжнародного кінофестивалю у Мар-дель-Платі.
Українським кінотеатральним прокатом стрічки займається українська прокатна компанія UFD, яка представила стрічку в обмеженому українському прокаті 19 квітня 2018 року.

## Нагороди і номінації
- У липні 2016 року фільм став переможцем позаконкурсної відзнаки Work in Progres в рамках VII Одеського міжнародного кінофестивалю.[16][18] Також, на VIII Одеському міжнародному кінофестивалі стрічку показали ан закритому позаконкурсному показі 19 липня 2017 року.[19]
- У жовтні 2017 року фільм показали у позаконкурсній програмі експериментального кіно «Спектр» Міжнародного кінофестиваля у Коттбусі.[20][22]
- У листопаді 2017 року фільм отримав спеціальну позаконкурсну відзнаку «SIGNIS Mention» на 32-му Міжнародному кінофестивалі у Мар-дель-Платі (Аргентина). Нагорода «SIGNIS» та «SIGNIS Mention» вручається Південно-Американською асоціацією католиків.[3][21][23][24]

## Цікаві факти
- Більшість акторів у фільмі грали самі себе.
- Фільм знято повністю російською, а майже 50 % діалогів — російські матюки.[джерело?]
- Назви фільму походить від назви палати, в яку був поміщений Стас Домбровський. За його словами, туди переводили тих, хто помирав.
- Закритий показ фільму «5 терапія», був проведений для студентів ОНУ ім. І. І. Мечникова 1 грудня 2017 року, в день солідарності з хворими на ВІЛ / СНІД.
- Гасло фільму: «Впасти на саме дно, щоб від нього відштовхнутися …»[7]